# كولن ميلز
كولن ميلز (بالإنجليزية: Colin Mills)‏ هو ناقد أدبي وكاتب بريطاني، ولد في 6 يناير 1951.